# Martin Ťapák
Martin Ťapák (* 13. Oktober 1926 in Liesek; † 1. Februar 2015 in Bratislava) war ein slowakischer Regisseur, Schauspieler, Drehbuchautor und Choreograph.

## Leben
Ťapák besuchte ab 1946 das Konservatorium von Bratislava und studierte ab 1956 Choreographie an der Hochschule für Musische Künste Bratislava (VŠMU). Von 1945 bis 1950 war er Schauspieler und Regisseur am Slowakischen Nationaltheater, bis 1960 dessen stellvertretender Direktor. Daneben arbeitete er als Regisseur und Choreograph mit dem Slovenský ľudový umelecký kolektív. Von 1959 bis 1961 leitete er das Laterna magika in Prag (Ballett Laterna magika II).
In den 1960er Jahren wurde er als Regisseur mit Fernsehproduktionen wie Dobrého Vám večera (1962) und Roztrhla sa hudáčkovi struna (1967) bekannt. 1969 wurde er als Verdienter Künstler ausgezeichnet, 1974 erhielt er für den Film Deň, ktorý neumrie den Slowakischen Nationalpreis. Für Kohút nezaspieva wurde er mit dem Antonin-Zopotocky-Preis ausgezeichnet, und 2002 erhielt er das Kreuz des Präsidenten der Slowakischen Republik Zweiter Klasse.

## Filmographie
- 1964: Ballade über Marina (Balada o Vojtovej Maríne, Fernsehfilm)
- 1965: Kubo (Fernsehfilm)
- 1966: Rozthrla sa hudáckovi struna (Fernsehfilm)
- 1966: Zivy bic (Fernsehfilm)
- 1967: Rok na dedine (Fernsehfilm)
- 1968: Lúcka, na ktorej spáva vietor (Fernsehfilm)
- 1968: Málka (Kurzfilm)
- 1968: Die Mutter (Matka, Fernsehfilm)
- 1970: Nevesta hôl
- 1970: Rysavá jalovica (Fernsehfilm)
- 1972: Preco Adam Chvojka spáva doma (Fernsehfilm)
- 1973: Putovanie do San Jaga
- 1973: Zajtra bude neskoro
- 1975: Horali (Fernsehfilm)
- 1975: Der Tag, der nicht stirbt (Den, ktory neumrie)
- 1976: Sváko Ragan (Fernsehfilm)
- 1976: Stratená dolina
- 1976: Pacho, hybský zbojník
- 1977: Vianocné oblátky (Fernsehfilm)
- 1978: Krutá lúbost
- 1978: Pusty dvor
- 1979: Miso (Fernsehfilm)
- 1979: Sochy Jána Kulicha (Fernsehfilm)
- 1979: Uzlíky nádeje (Fernsehfilm)
- 1980: Katera (Fernsehfilm)
- 1981: Hodiny
- 1982: Taugenichts, der tapfere Ritter (Popolvár najväcsí na svete)
- 1982: Die drei goldenen Haare des Sonnenkönigs (Plavčík a Vratko)
- 1983: Jozef Lenárt
- 1984: Zrelá mladost
- 1984: Ach, tá clovecina
- 1986: Skleníková Venusa
- 1986: Návrat Jána Petru
- 1986: Kohút nezaspieva
- 1988: Nedaleko do neba
- 1989: Montiho cardás